# Platytropius
Platytropius is een geslacht van straalvinnige vissen uit de familie van de glasmeervallen (Schilbeidae).

## Soorten
- Platytropius siamensis (Sauvage, 1883)
- Platytropius yunnanensis He, Huang & Li, 1995